# Lijst van coaches van het Iers voetbalelftal (mannen)
Dit is een lijst van bondscoaches van het Iers voetbalelftal mannen.

## Bondscoaches

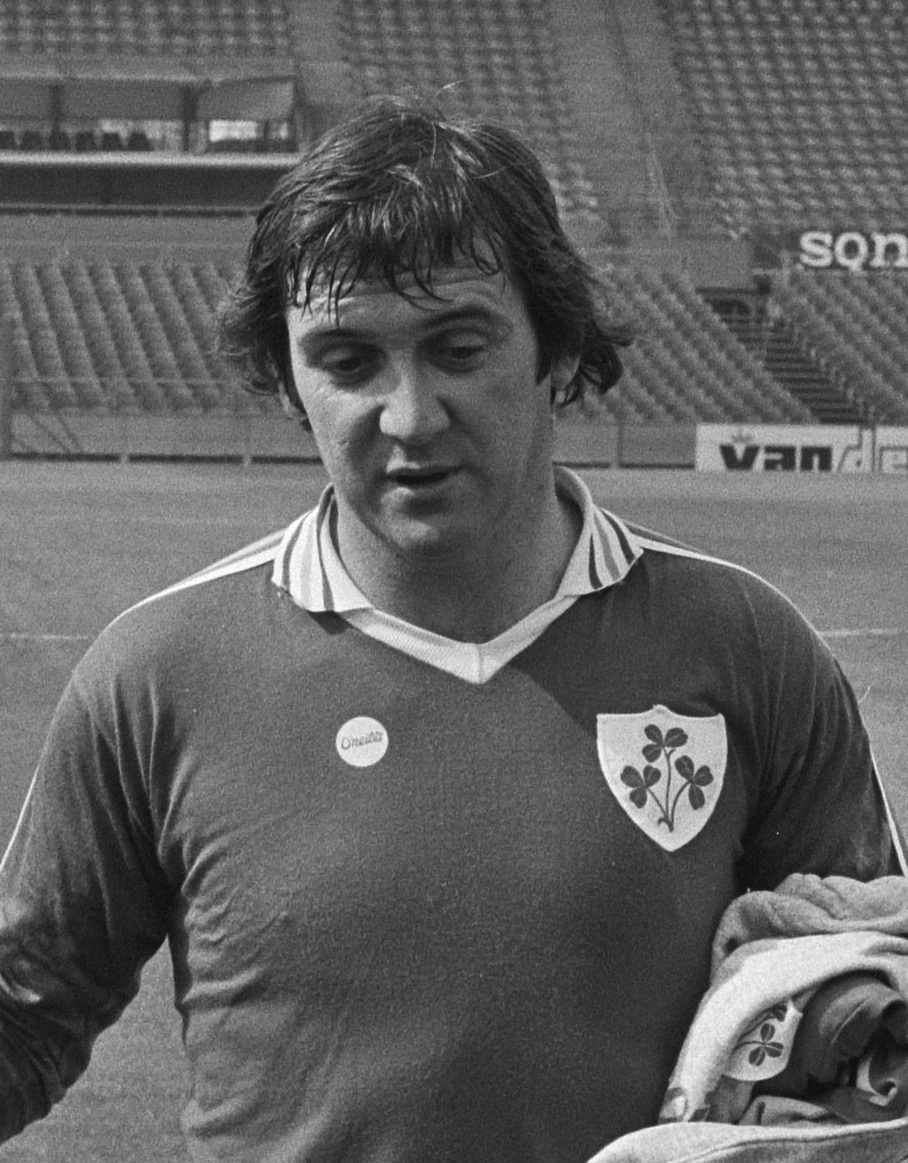
Eoin Hand (1980–1985)
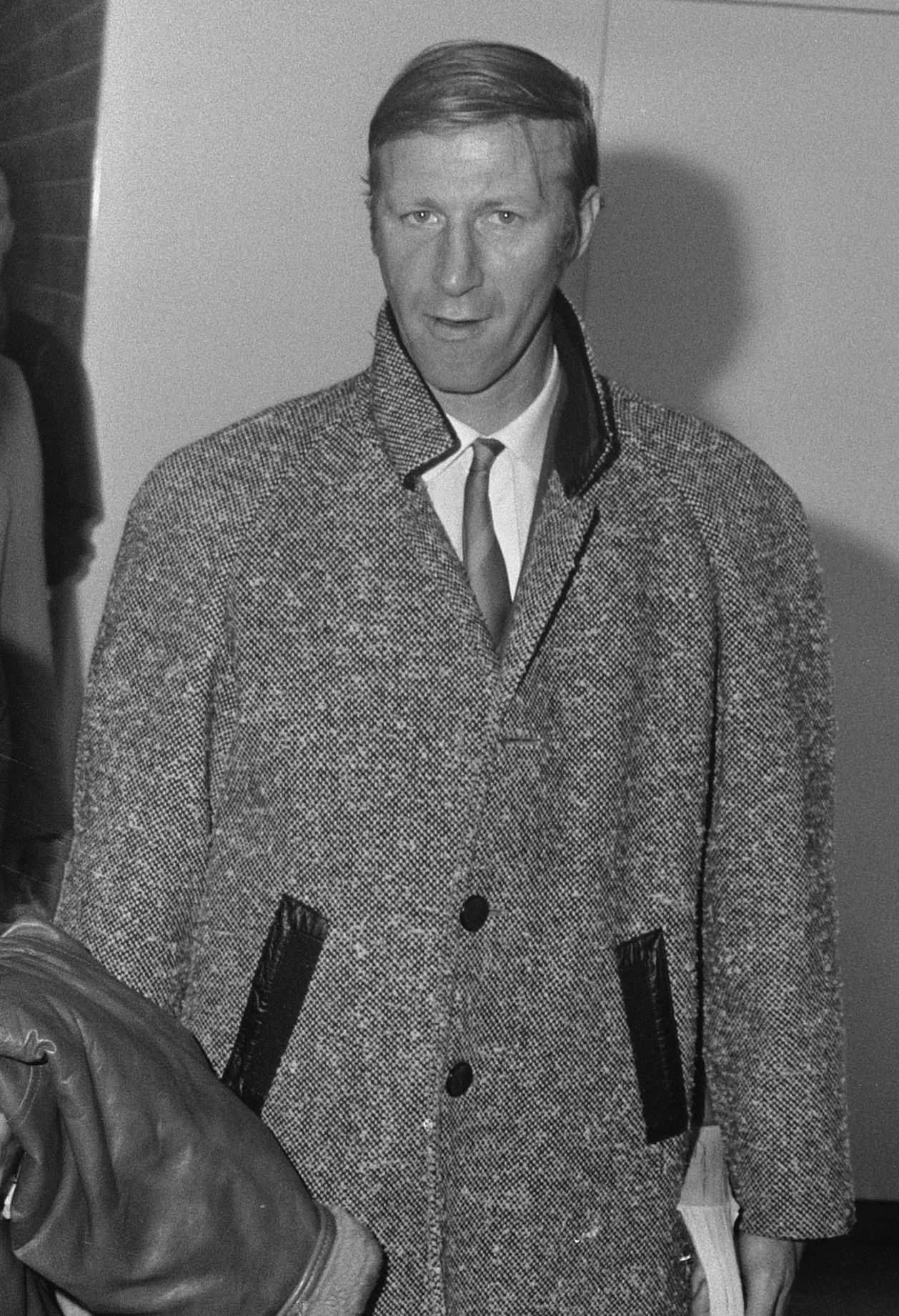
Jack Charlton (1986–1995)
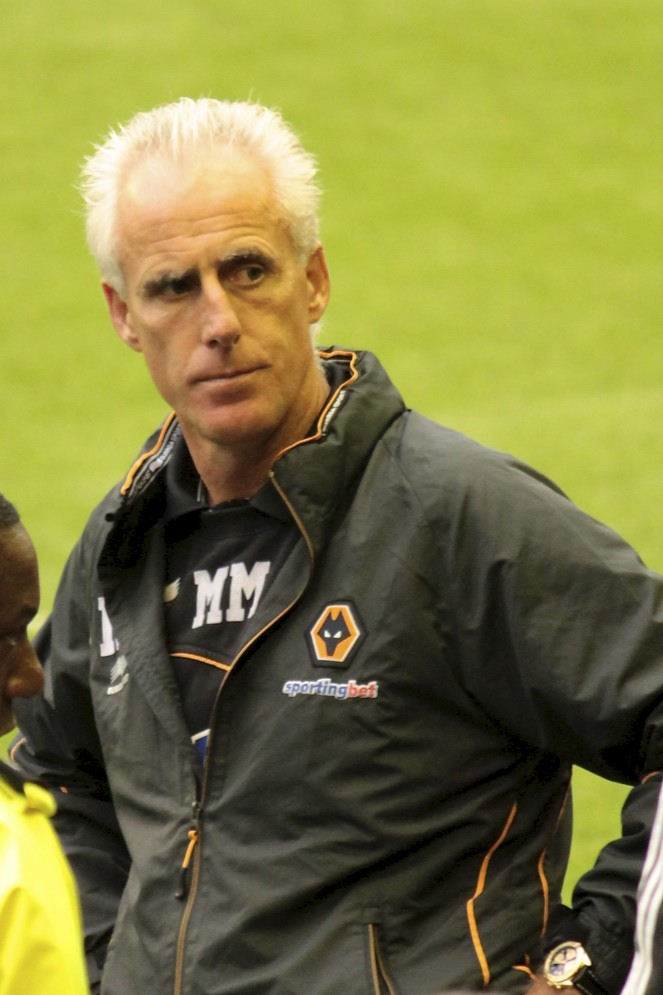
Mick McCarthy (1996–2002) / (2019-2020)
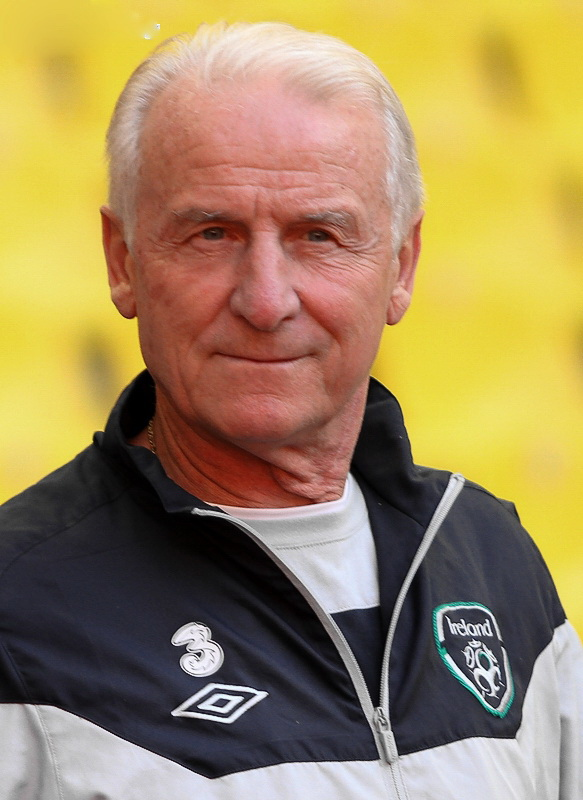
Giovanni Trapattoni (2008–2013)
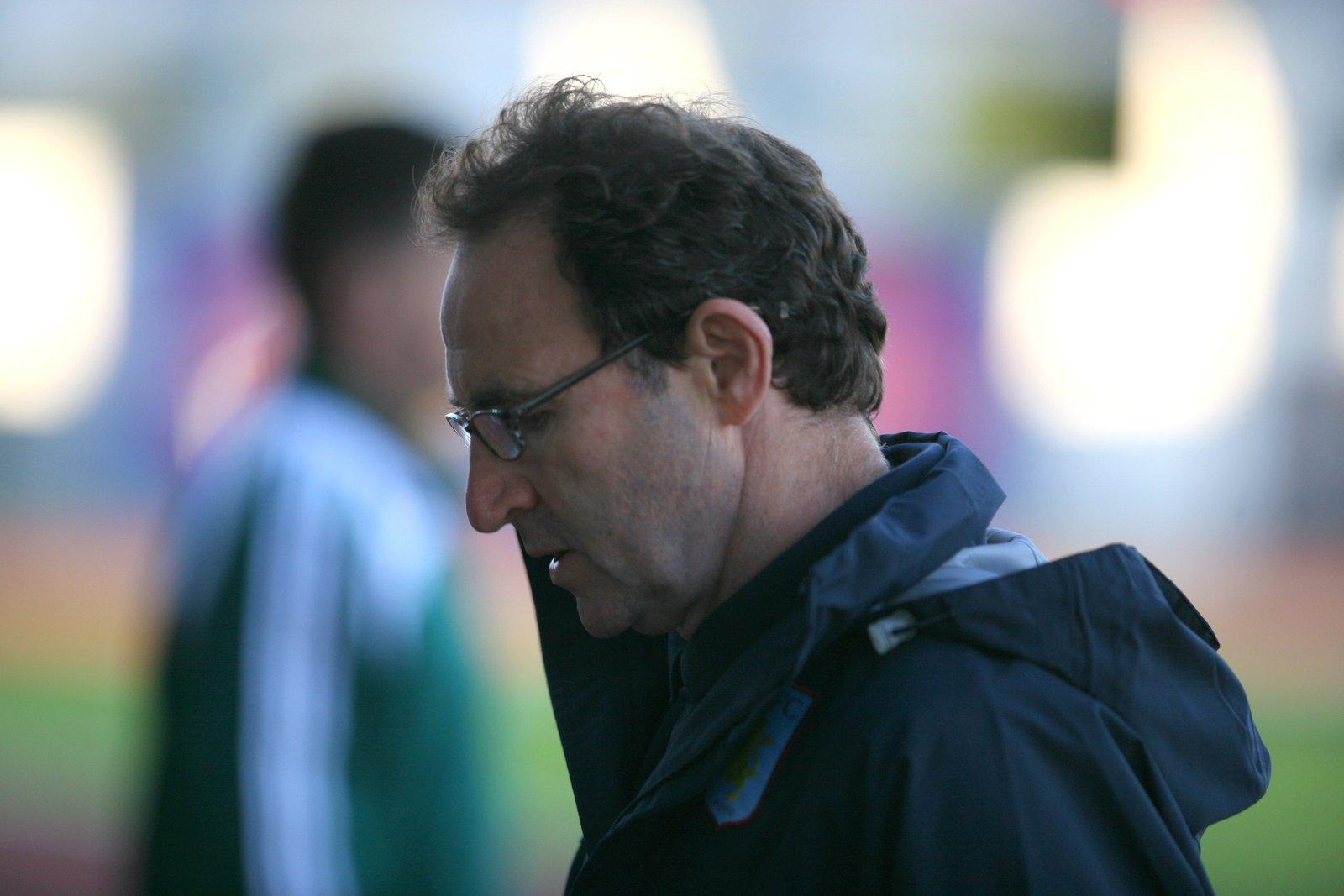
Martin O'Neill (2013–2018)

| Naam                                    | Land van herkomst | Begin periode     | Einde periode     | Prijzen | Opmerkingen/Wijze van vertrek                                |
| --------------------------------------- | ----------------- | ----------------- | ----------------- | ------- | ------------------------------------------------------------ |
| Charles Harris                          | Ierland           | 1 juli 1923       | 30 juni 1924      |         |                                                              |
| Selectiecomité van de Ierse voetbalbond | Ierland           | 1924              | 1931              |         |                                                              |
| Bill Lacey                              | Ierland           | 13 december 1931  | 17 oktober 1937   |         | [ 2 ]                                                        |
| Val Harris                              | Ierland           | 8 mei 1932        | 8 mei 1932        |         | [ 3 ]                                                        |
| Joe Wickham                             | Ierland           | 20 mei 1938       | 15 november 1938  |         |                                                              |
| Selectiecomité van de Ierse voetbalbond | Ierland           | 1939              | 1951              |         |                                                              |
| Dug Livingstone                         | Schotland         | 1 juli 1951       | 30 juni 1953      |         |                                                              |
| Alex Stevenson                          | Ierland           | 1 juli 1953       | 30 juni 1955      |         |                                                              |
| Johnny Carey                            | Noord-Ierland     | 19 oktober 1955   | 22 februari 1967  |         |                                                              |
| Noel Cantwell                           | Ierland           | 21 mei 1967       | 21 mei 1967       |         | [ 4 ]                                                        |
| Charlie Hurley                          | Ierland           | 22 november 1967  | 8 juni 1969       |         | [ 5 ]                                                        |
| Mick Meagan                             | Ierland           | 21 september 1969 | 30 mei 1971       |         |                                                              |
| Liam Tuohy                              | Ierland           | 1 oktober 1971    | 31 mei 1973       |         |                                                              |
| Sean Thomas                             | Ierland           | 6 juni 1973       | 6 juni 1973       |         | [ 6 ]                                                        |
| Johnny Giles                            | Ierland           | 1 oktober 1973    | 31 maart 1980     |         |                                                              |
| Alan Kelly Sr.                          | Ierland           | 30 april 1980     | 30 april 1980     |         | [ 7 ]                                                        |
| Eoin Hand                               | Ierland           | 1 mei 1980        | 31 december 1985  |         |                                                              |
| Jack Charlton                           | Engeland          | 1 februari 1986   | 14 december 1995  |         |                                                              |
| Mick McCarthy                           | Ierland           | 5 februari 1996   | 5 november 2002   |         |                                                              |
| Don Givens                              | Ierland           | 6 november 2002   | 27 januari 2003   |         |                                                              |
| Brian Kerr                              | Ierland           | 26 januari 2003   | 12 oktober 2005   |         |                                                              |
| Steve Staunton                          | Ierland           | 15 januari 2006   | 24 oktober 2007   |         |                                                              |
| Don Givens                              | Ierland           | 1 oktober 2007    | 1 februari 2008   |         |                                                              |
| Giovanni Trapattoni                     | Italië            | 1 mei 2008        | 11 september 2013 |         | Vertrokken na wederzijds overleg, Noel King vervangt hem     |
| Noel King                               | Ierland           | 23 september 2013 | 4 november 2013   |         | Interim, Martin O'Neill vervangt hem                         |
| Martin O'Neill                          | Noord-Ierland     | 5 november 2013   | 21 november 2018  |         | Vertrokken na wederzijds overleg, Mick McCarthy vervangt hem |
| Mick McCarthy                           | Ierland           | 25 november 2018  | 4 april 2020      |         | Contract niet verlengd, Stephen Kenny vervangt hem           |
| Stephen Kenny                           | Ierland           | 5 april 2020      | 22 november 2023  |         | Contract niet verlengd, John O'Shea vervangt hem             |
| John O'Shea                             | Ierland           | 28 februari 2024  |                   |         | Interim                                                      |

- Eoin Hand
(1980–1985)
- Jack Charlton
(1986–1995)
- Mick McCarthy
(1996–2002) / (2019-2020)
- Giovanni Trapattoni
(2008–2013)
- Martin O'Neill
(2013–2018)

FAI · A-internationals · Bondscoaches · Statistieken · Iers vrouwenelftal · Olympisch elftal · Ierland U21 · Ierland U20 · Ierland U19 · Ierland U18 · Ierland U17 · Ierland U16 · Vrouwen U17
1924 – 1929 ·
1930 – 1939 ·
1940 – 1949 ·
1950 – 1959 ·
1960 – 1969 ·
1970 – 1979 ·
1980 – 1989 ·
1990 – 1999 ·
2000 – 2009 ·
2010 – 2019 ·
2020 − 2029
EK 1988 · 
EK 2012 · 
EK 2016
WK 1990 · 
WK 1994 · 
WK 2002
1924 · 
1925 · 
1926 · 
1927 · 
1928 · 
1929 · 
1930 · 
1931 · 
1932 · 
1933 · 
1934 · 
1935 · 
1936 · 
1937 · 
1938 · 
1939 · 
1940 · 1941 · 1942 · 1943 · 1944 · 1945 · 
1946 · 
1947 · 
1948 · 
1949 · 
1950 · 
1951 · 
1952 · 
1953 · 
1954 · 
1955 · 
1956 · 
1957 · 
1958 · 
1959 · 
1960 · 
1961 · 
1962 · 
1963 · 
1964 · 
1965 · 
1966 · 
1967 · 
1968 · 
1969 · 
1970 · 
1971 · 
1972 · 
1973 · 
1974 · 
1975 · 
1976 · 
1977 · 
1978 · 
1979 · 
1980 · 
1981 · 
1982 · 
1983 · 
1984 · 
1985 · 
1986 · 
1987 · 
1988 · 
1989 · 
1990 · 
1991 · 
1992 · 
1993 · 
1994 · 
1995 · 
1996 · 
1997 · 
1998 · 
1999 · 
2000 · 
2001 · 
2002 · 
2003 · 
2004 · 
2005 · 
2006 · 
2007 · 
2008 · 
2009 · 
2010 · 
2011 · 
2012 · 
2013 · 
2014 · 
2015 ·
2016 ·
2017 ·
2018 ·
2019 ·
2020 ·
2021
Albanië ·
Algerije ·
Andorra ·
Argentinië ·
Armenië ·
Australië ·
Azerbeidzjan ·
België ·
Bolivia ·
Bosnië en Herzegovina ·
Brazilië ·
Bulgarije ·
Canada ·
Chili ·
China ·
Colombia ·
Costa Rica ·
Cyprus ·
Denemarken ·
Duitsland ·
Ecuador ·
Egypte ·
Engeland ·
Estland ·
Faeröer ·
Finland ·
Frankrijk ·
Georgië ·
Gibraltar ·
Griekenland ·
Hongarije ·
IJsland ·
Iran ·
Israël ·
Italië ·
Jamaica ·
Joegoslavië ·
Kameroen ·
Kazachstan ·
Kroatië ·
Letland ·
Liechtenstein ·
Litouwen ·
Luxemburg ·
Malta ·
Marokko ·
Mexico ·
Moldavië ·
Montenegro ·
Nederland ·
Nieuw-Zeeland ·
Nigeria ·
Noord-Ierland ·
Noord-Macedonië ·
Noorwegen ·
Oekraïne ·
Oman ·
Oostenrijk ·
Paraguay ·
Polen ·
Portugal ·
Qatar ·
Roemenië ·
Rusland ·
San Marino ·
Saoedi-Arabië ·
Schotland ·
Servië ·
Slowakije ·
Sovjet-Unie ·
Spanje ·
Trinidad en Tobago ·
Tsjechië ·
Tsjecho-Slowakije ·
Tunesië ·
Turkije ·
Uruguay ·
Verenigde Staten ·
Wales ·
Wit-Rusland ·
Zuid-Afrika ·
Zweden ·
Zwitserland
België (2016) · 
Italië (2012) · 
Kroatië (2012) · 
Spanje (2012) · 
Zweden (2016)